# Eberhard Marckhgott
Eberhard Marckhgott (* 13. Juni 1912 in Linz; † 29. Juni 1999 in Enns) war ein österreichischer römisch-katholischer Priester der Diözese Linz und Pfarrer von Enns – St. Laurenz.

## Leben
Eberhard Marckhgott wurde 1912 in Linz geboren. Nach der Ausbildung im Bischöflichen Gymnasium Kollegium Petrinum und an der Philosophisch-Theologischen Lehranstalt in Linz weihte ihn Bischof Johannes Maria Gföllner am 29. Juni 1937 zum Priester.
Er war zunächst Kooperator in St. Marien und in Taufkirchen an der Pram, ehe er 1940 als Kaplan nach Enns kam und dort 1941 zum ersten Lokalkaplan von Lorch bestellt wurde, dessen altehrwürdige Kirche bald sein Interesse weckte. Die Neuauffindung der Reliquien der Lorcher Märtyrer im Jahr 1944, die heute im Hauptaltar von Enns – St. Laurenz ruhen, sind seinen Bemühungen in Zusammenarbeit mit dem Reliquienforscher Pater Timotheos Alois Stumpfl zu verdanken. Nach dem Zweiten Weltkrieg war Marckhgott Religionslehrer an den Höheren Lehranstalten für Frauenberufe in Linz, 17 Jahre lang auch Kirchenrektor und Seelsorger bei den Ursulinen in Linz, außerdem Konsulent im CLV, Mitglied des MKV und des ÖCV. 1952 promovierte er mit einer Arbeit über „das kirchliche Leben in Lorch–Enns von seinen Anfängen bis zum Jahre 1553“ in Salzburg zum Doktor der Theologie. 
1963 wurde er Stadtpfarrer von Enns und gleichzeitig Dechant vom Dekanat Enns-Lorch. Neben der Seelsorge galt sein Hauptanliegen der archäologischen Erforschung der Kirche St. Laurenz und deren baulicher Sanierung. 1968 wurde mit Hilfe einer Pfarrteilung St. Laurenz (wieder) zur Pfarrkirche. Gleichzeitig wurde die Kirche zum Sitz des ersten Titularerzbistum Mitteleuropas erhoben. Auch wurde ein modernes Pfarrzentrum für die Menschen der jungen Pfarre errichtet. 1970 erhielt die Kirche aufgrund ihrer überragenden historischen Bedeutung den Titel einer Basilika minor.
1988 konnte Eberhard Marckhgott Papst Johannes Paul II. in St. Laurenz begrüßen.
Große Verdienste erwarb er sich auch durch die Förderung der Verehrung der Lorcher Märtyrerinnen und Märtyrer und des heiligen Florian († 304) sowie des heiligen Severin († 482), die alle vor Ort im antiken Lauriacum gewirkt haben.
1989 übersiedelte Marckhgott 77-jährig in das Bezirksaltenheim Enns, wo er weiterhin noch gerne seelsorgliche Dienste erfüllte. Am 29. Juni 1999, dem 62. Jahrestag seiner Priesterweihe, verstarb er.
In Enns ist nach ihm der Doktor-Marckhgott-Platz benannt.

## Ehrungen und Auszeichnungen
- 1970: Österreichisches Ehrenkreuz für Wissenschaft und Kunst[1]
- 1970: Ehrenbürger der Stadt Enns
- 1972: Ehrenbrief der Stadt Passau
- 1983: Päpstlicher Ehrenprälat[2]